# Teudisel
Teudisel (també Theudigisel) fou un rei visigot successor de Teudis que regnà del 548 al 549. Era un dels comandants de Teudis 
El 541 Caribert I i el seu germà Clotari I, reis merovingis van envair el regne visigot, sortint de Dax, travessant els pirineus per Luzaide, arribant a Pamplona i assetjant Cesaracosta durant 49 dies, i acceptà un suborn per tal de deixar-los tornar a França.
Fou assassinat en un banquet a Sevilla amb hispanoromans, potser per haver mantingut relacions il·lícites amb les seves dones, i el succeí Àquila I.